# Jozef Murgaš (politik)
Jozef Murgaš (* 11. července 1939) byl slovenský lékař a politik za SDĽ, po sametové revoluci československý poslanec Sněmovny národů Federálního shromáždění, v 90. letech krátce poslanec Národní rady SR a primátor Lučence.

## Biografie
Ve volbách roku 1992 byl za SDĽ zvolen do slovenské části Sněmovny národů. Ve Federálním shromáždění setrval do zániku Československa v prosinci 1992.
V slovenských parlamentních volbách roku 1994 kandidoval do Národní rady SR za SDĽ, respektive za levicovou koalici Spoločná voľba. Mandát ovšem nabyl až s mírným zpožděním v listopadu 1994 jako náhradník za neuplatňovaný mandát poslance Petra Magvašiho. Již v prosinci 1994 jeho mandát ovšem zanikl, protože s jmenováním nové vlády Peter Magvaši ztratil dosavadní ministerský post a vrátil se na své poslanecké křeslo. V roce 1999 ho vláda Slovenské republiky navrhla v parlamentu jako zástupce státu do správní rady Všeobecné zdravotní pojišťovny. Parlament jeho nominaci schválil.
V komunálních volbách roku 1994 a znovu v komunálních volbách roku 1998 byl zvolen primátorem města Lučenec za SDĽ. V krajských volbách roku 2001 neúspěšně kandidoval do zastupitelstva Banskobystrického kraje za SDĽ. V komunálních volbách roku 2002 se uvádí jako kandidát na primátora za formaci Sociálnodemokratická alternatíva, věk 63 let, profesí lékař. Nebyl ale zvolen.